# Estación de Bubierca
Bubierca es un apeadero ferroviario situado en el municipio español de Bubierca en la provincia de Zaragoza, comunidad autónoma de Aragón. Cuenta con limitados servicios de media distancia, atendidos por Renfe. En 2023 fue utilizada por 24 usuarios con origen en esta estación.

## Situación ferroviaria
La estación se encuentra en el punto kilométrico 223,7 de la línea férrea de ancho ibérico que une Madrid con Barcelona a 644 metros de altitud, entre las estaciones de Alhama de Aragón y de Ateca. El tramo es de doble vía y está electrificado, pasando la vía férrea por un corto tramo bajo la población.

## Historia
La estación fue abierta al tráfico el 25 de mayo de 1863 con la apertura al tráfico ferroviario del tramo de 96,287 km entre Alhama de Aragón y Grisén en la línea férrea Madrid-Zaragoza. Las obras corrieron a cargo de la Compañía de los Ferrocarriles de Madrid a Zaragoza y Alicante (MZA), con la intención de completar el enlace ferroviario entre Madrid y Zaragoza. En 1941, la nacionalización del ferrocarril en España supuso la integración de la compañía en la recién creada RENFE.
Desde el 31 de diciembre de 2004 Renfe Operadora explota la línea mientras que Adif es la titular de las instalaciones ferroviarias.

## La estación
Se trata de un simple apeadero con dos andenes laterales y las dos vías principales. Se encuentra situada en un recodo del río Jabalón en las afueras de la población y es accesible desde la N-IIa. No existe edificio de viajeros, habiendo sido derribado y ocupado su lugar una subestación eléctrica. En sentido Zaragoza existe un pequeño refugio de obra donde aguardar la llegada del tren. En sentido Zaragoza, las vías pasan por debajo de la población. Los cambios de andén se hacen a nivel.

## Servicios ferroviarios

### Media Distancia
La estación sólo cuenta con un tren semanal que cubre el recorrido Ariza-Zaragoza. Los domingos sale en dirección Zaragoza y los viernes regresa a Bubierca, destino Ariza. Debido a las restricciones por el estado de alarma de marzo de 2020, se suspendió el servicio sine die. No obstante, el 12 de diciembre de 2021 recuperó el servicio que tenía con anterioridad a la suspensión del mismo. 
Renfe Operadora presta servicios de Media Distancia gracias a sus trenes Regionales en el siguiente trayecto:
| Línea MD | Trenes   | Origen/Destino      |  | Destino/Origen |
| -------- | -------- | ------------------- |  | -------------- |
|          | Regional | Zaragoza-Miraflores |  | Ariza          |